# マリオ・ルミュー
マリオ・ルミュー（Mario Lemieux、1965年10月5日 - ）は、カナダ連邦ケベック州モントリオール生まれの元プロアイスホッケー選手。ポジションはセンター。
フランス系カナダ人で、 Lemieux には「至上（the best）」 の意味があるが、まさにその名のとおりの名選手で "Le Magnifique"、"The Magnificent One"、"Super Mario" などと愛称される。多くのホッケー評論家は、その技術、身体能力の高さ（身長193cm 、体重104 kg ）からも、ルミューをNHL史上屈指の選手と評価している。

## 経歴

### プロ入り前
建設作業員であったフランス系カナダ人のジャン・ギイ (Jean-Guy) と同じくフランス系の「ホッケー・ママ（子供のアイスホッケーを熱心に援助する母親。カナダでしばしば見られる。）」 ピエレット・ルミュー (Pierrette Lemieux) の間に、三人兄弟の末っ子（兄の名はリシャールとアラン）として1965年10月5日ケベック州モントリオールで生まれた。母親が冬の間に絨毯を綺麗に保つために雪を敷き詰めたリビングルームでルミューはスケートを学んだ。少年時代のルミューの憧れはモントリオール・カナディアンズのセンターだったギイ・ラフレールであった。幼い時からホッケーの神童と称され、9歳頃からルミューの名前は地元紙に載るようになり、十代になると北米のホッケーファンでその名を知らないものはいない程であったと伝えられる。当時カナディアンズのヘッドコーチであったスコティ・ボウマンは、その若き才能との契約を保証するため、ルミューの所属していたチームを買収することを提案したとされる。
ケベック・メジャー・ジュニアホッケーリーグ (Quebec Major Junior Hockey League、QMJHL)の ラヴァル・ボアザンで大活躍（3シーズン通算200試合、247ゴール、315アシスト、562ポイント）をした。

### 現役時代
1984年のNHLドラフト1巡目(全体1位)でピッツバーグ・ペンギンズから指名され、その潜在能力を評価するために、ルミューにはウェイン・グレツキーの背番号99を上下逆にした背番号66が与えられた（グレツキーは、この5シーズン前にエドモントン・オイラーズに加入し、数々の記録を塗り替えていた。）。
当時のペンギンズはいわばNHLのお荷物チームで、ルミューの入団前には2年連続最下位（1983-1984シーズンには16勝58敗6引き分け）で終わり、フランチャイズ移転の瀬戸際にあってチームの未来はひとえに18歳のルミューの双肩にかかっていた。
プロ入り初試合では、後に殿堂入りを果すことになるボストン・ブルーインズのレイ・ボークからパックを奪うと、そのままゴールを決めた。これは初シフトにおける初ショットであった。この後も着実にポイントを重ねプロ初年度を終わって NHL史上3人目となるシーズン100ポイント (43ゴール、57アシスト) を上げ、カルダー記念賞（リーグ新人王）を獲得した。 
また、先立って行われたオールスターゲームでは、新人選手としては史上初の最優秀選手賞を受賞した。
2年目となった1985-1986シーズンは、141ポイント（48ゴール、93アシスト）をあげ、ポイント数でウェイン・グレツキーの215ポイント（2009年1月現在NHLの最高記録）に次ぐ2位で終えた。しかし、この年レスター・B・ピアソン賞（NHL選手が選ぶ最優秀選手賞）を獲得し、グレツキーの5年連続受賞を阻んだ。また、ペンギンズの成績も、ルミューの得点能力により前年度よりも27ポイント向上した。
1986-1987 シーズンは翌年度まで尾を引いた怪我のため17試合に欠場するが、ポイント数ではエドモントン・オイラーズのラインメートであるグレツキー（183）、ヤリ・クリ (Jari Kurri)（108）に次ぐ、3位の記録を残した。
また、1987年晩夏には、国際トーナメントのカナダ・カップでグレツキーらとカナダ代表に選出された。このトーナメントでは主にグレツキーと同じラインでプレーし、最多ゴールを上げるとともに、ソビエト連邦代表との試合では決勝点となる延長戦ゴールを決めた。多くの選手が、このシリーズこそがプロ選手としての転機であり、ルミュー自身も限界まで攻撃力を発揮することができたと認めている。
1987-1988 シーズンはグレツキー並みのペースで168ポイントを重ね、自身初のアート・ロス記念賞（リーグポイント王）を獲得する。グレツキーの連続ポイント王の記録はここに7年で途絶え、当時としては歴代4人目（他にフィル・エスポジト、グレツキー、ヤリ・クリ）となるシーズン70ゴールに到達した。また、1試合平均のポイント数では、史上2人目（他にグレツキー）となる平均2ポイント以上（77試合168ポイント）を達成した。オフには自身初のハート記念賞（シーズン最優秀選手賞）を受賞した。
先立って行われたオールスターゲームでは、延長戦での決勝点を含む6ポイント（3ゴール、3アシスト）を上げ、2度目の最優秀選手賞を獲得した。
しかし、所属のペンギンズは、ルミューの個人成績とは裏腹に6年連続でプレイオフ進出を果せずにいた。
なお、このシーズン序盤で怪我をしたダン・フローリー(Dan Frawley) が12月にキャプテンの座をルミューに譲った。
1988-1989 シーズンは、この年自身の持つポイント、ゴール、アシストの記録をすべて更新する。負傷で4試合に欠場したにもかかわらず、199ポイントを上げ、グレツキーの168ポイントを上回ってポイント王に輝く。ゴール数は史上2人目の80ゴール以上となる85ゴールで、これは当時、グレツキーの保持していた92ゴール、87ゴールに次ぐ3位の好成績であった（なお、1990-1991シーズンにブレット・ハルは86ゴールを上げ、ルミューの記録を更新した。）。また、アシスト数も史上3人目の100アシスト以上となるリーグトップの114アシスト（グレツキーとタイ）を上げた。総合ポイントにおいては、グレツキーのみが達成した200ポイント越えにわずか1ポイント及ばなかった。
また、グレツキーの持っていた敵のパワープレイ下でのゴール数記録を更新する13ゴールを上げた。さらに、極めて数少ない「50試合50ゴール・クラブ」のメンバーにもなった。当時のメンバーには、モーリス・リシャール（1回）、マイク・ボッシー（1回）、グレツキー（3回）が居るだけであった。また、その後にはブレット・ハルが2回達成している。  
1988年12月31日の対ニュージャージー・デビルス戦において、ルミューは史上初の5通りの異なる状況下でのゴールを1試合で行うという芸当を演じた。この5つの状況とは、敵味方の選手数がイーブン、味方のパワープレー、敵のパワープレー、敵の6人プレー（敵のゴールテンダーが下がった状態）そしてペナルティショット、である。
さらに特筆すべきは、ペンギンズは過去7年間で初めてのプレーオフ進出を果したことで、第2ラウンドで敗れはしたものの、ルミューは11試合で12ゴール、17ポイントの活躍を見せた。
特に1989年4月25日、対フィラデルフィア・フライヤーズ戦では、プレイオフタイ記録となる1試合5ゴール8ポイントを記録し、ペンギンズの10対7の勝利に貢献した。
1989-1990 シーズンは、ルミューにとっても、またペンギンズにとっても期待はずれに終わった。1989年のハロウィン頃には、1試合平均で1ゴールを上げていたが、終わってみればシーズン46ゴールにとどまった。これは、シーズン途中のニューヨーク・レンジャース戦で背中の痛みを訴え、その後シーズン終了まで欠場を余儀なくされたためである。
ピッツバーグのメロンアリーナで開催されたオールスター戦では、ルミューは第1ピリオド3ゴールを含む4ゴールを上げて3回目の最優秀選手賞を獲得する。
ペンギンズのプレイオフ進出がかかったシーズン最終戦に出場する。この試合、引き分け以上であれば、スタンレー・カッププレーオフ進出であったが、延長戦の末バッファロー・セイバーズに敗れた。
の背中の痛みは、夏になっても鎮まらず、後に脊椎骨骨折と診断された。背中の手術を受けその回復の過程で、極めて稀な感染症にかかっていることが判明し、数ヶ月の療養生活を余儀なくされた。このため、ルミューは引退するのではとの憶測も飛び交った。
1990-1991年シーズンは、シーズンの大半で首位争いをし、1991年1月にはルミューの才能に敬意をこめて出場機会を与える余裕があった。その期待にこたえて、チーム初となる地区優勝に貢献し、チームはルミューの現役生活でたった2度目のプレイオフに駒を進めた。そして、この年チームはスタンレー・カップに優勝した。44ポイント28アシスト（いずれも2005年現在でプレイオフ史上2位の記録）　でコーン・スマイス賞（プレイオフ最優秀選手賞）を受賞する。
1991-1992年シーズンは、リーグ首位の131ポイントを上げ、自身3度目のアート・ロス記念賞を獲得する。ペンギンズは2年連続でプレイオフに進むが、第1ラウンド第1試合の対ワシントン・キャピタルズ戦を背中の痛みにより欠場する。その後、復帰して1勝3敗の土壇場であったチームを盛り返す6試合17ポイントの活躍を見せ第7戦でこのシリーズを制した。ルミューは第2ラウンド第2試合の対ニューヨーク・レンジャース戦でアダム・グレイブスの悪質なスラッシングを受け手を骨折し、この第2ラウンド残り試合に出場することが不可能となった。ペンギンズは、第2ラウンドも勝ち上がり、ウェールズ地区の決勝に進出した。このシリーズには第2試合から出場し、ペンギンズはこの後1ゲームも敗れずに2年連続のスタンレー・カップを獲得する。プレイオフ戦6試合に欠場したにもかかわらず、たった15試合で16ゴール34ポイントと他を寄せ付けない記録を残し、2年連続でコーン・スマイス賞を受賞した。このコーン・スマイス賞の連続受賞は、ルミューの他にはフィラデルフィア・フライヤーズのバーニー・ペアレントが、1974年と1975年に達成しているのみ（2005年現在）である。
1992-1993年シーズンは3年連続スタンレー・カップ優勝を目指し、チームが力強くスタートを切った。ルミュー自身もグレツキーのシーズン92ゴール（1981-82シーズン）、215ポイント（1985-86シーズン）に並ぶようなペースを見せた。しかし、1993年1月になって、ホジキン病（悪性リンパ腫）と診断され、体力を著しく消耗させる放射線治療を受けることとなり、一時は選手生活はおろかその生命すら危ぶまれた。結局2ヶ月欠場しただけで復活を果すが、ルミューを欠いたペンギンズは悪戦苦闘し、またルミュー自身も病気の診断を受ける前には安全圏にあると見られたシーズンポイント王のタイトル争いでも、バッファロー・セイバーズのパット・ラフォンテーヌに12点差で水をあけられていた。最後の放射線治療を終えたルミューは、病院からアリーナに急行し同日夜に行われたフィラデルフィア・フライヤーズ戦に出場した。同試合では1ゴール1アシストを記録した。ここから、チームとルミューの残りシーズン快進撃が始まる。チームはNHL記録となる17連勝で地区首位となり、ルミューも2年連続のポイント王に輝いた。わずか60試合で160ポイント（当時史上4位、69ゴール、91アシスト）を記録し、84試合で148ポイントを上げたラフォンテーヌを12ポイント上回る、NHL史上最少試合でのポイント王となった。特に終盤見せた活躍はすさまじく、ライバルのニューヨーク・レンジャース戦では、連続試合4ゴール、そして1試合5ゴールを上げ、たった16試合で27ゴール、24アシスト、51ポイントの記録を残した。しかし、チームは第1ラウンドでニュージャージー・デビルスを第5試合で下したものの、第2ラウンドではニューヨーク・アイランダースに対し、第7戦で David Volek に延長ゴールを決められ敗れた。
1993-1994年シーズンの大半を欠場する（出場は22試合のみ）。
1994-1995シーズンはNHLのロックアウトにより短縮シーズンとなり、慢性化した背中の痛みの治療手術、そして放射線治療の後遺症からの回復のため欠場した。このため、またも彼の引退が喧伝された。同シーズンは、ルミューに代わって、ロン・フランシスがキャプテン代行を務めた。
1995-1996年シーズンは1995年の夏にNHL復帰が発表された。最終的には70試合に出場し、161ポイント（69ゴール、92アシスト）、味方パワープレイでの31ゴール、敵パワープレイでの8ゴールを記録。自身5度目のアート・ロス記念賞を獲得した。また、リーグ最優秀選手に与えられるハート記念賞も受賞した（自身3度目）。チームは、イースタン・カンファレンス決勝に進出し、第7試合でフロリダ・パンサーズに敗れた。
1996-1997年シーズンは現役最後のシーズンとの見方が大勢を占める中で、またもポイント王（122ポイント）に輝く。レギュラーシーズン最終試合は故郷のモントリオールで開催され、NHL記録となる1ピリオド4ゴールを上げた。ペンギンズはプレイオフに進出したが、フィラデルフィア・フライヤーズに5試合目で敗れた。ルミューはプレイオフにおけるホーム最終戦の最終シフトでゴールを上げ、その2日後敵地でもゴールを決めるとフィラデルフィアの観客からもスタンディングオベーションを受けた。こうして、ルミューは数々の故障を抱えながら、NHLでの現役生活に別れを告げた。
1997年夏には、3年間の待機期間を待たずして特例で引退後ただちにホッケーの殿堂入りを果した。これは史上9人目の快挙である。

### 引退後
1999年9月3日、アメリカ合衆国破産裁判所は、ルミューの提案したペンギンズを破産から救済するための事業再生計画を承認した。この計画は、ルミューがチームを買収し、前オーナーの未払い債務を承継し、フランチャイズの移転はせず、自身の年俸の未払い分を据え置きにしたままで引退選手としては初のかつて在籍していたチームのオーナーとなるというものであった。ルミューは、チームの理事会長、CEO、会長にも就任した。

### 現役復帰
2000年の終わりには、ルミューの現役復帰の噂が立ち上がり、事実12月27日にはNHLに復帰した。復帰第1戦では、第1シフトの開始33秒にアシストを記録した。
2000-2001年シーズンには43試合に出場したのみであるが、ハート記念賞の最終選考の3選手に残るとともに、ポイント数では76を上げた（NHL全選手中10%以内に入る26位）。
この後の3シーズンは怪我のため、出場機会は限られており、2001-2002年シーズンは24ゲーム、2003-2004年シーズンはわずか10ゲームにとどまる。間の2002-2003年シーズンは、途中までNHLのポイント王争いをリードしたが、終盤に欠場し67試合92ポイントの8位に終わった。これらの3シーズン中、ペンギンズも地盤沈下し3年連続でプレーオフ進出を逃した。
2002年2月に開催されたソルトレイクシティオリンピックの男子アイスホッケーカナダ代表に選出された。同大会ではチーム2番目の成績となる6試合6ポイントを上げた。
選手でありながら、チームオーナーでもあるというユニークな立場から、2004-2005年シーズンのNHL労使紛争まで連なる潜在的な利害対立関係の只中に居る。オーナーであるが故に、選手としての年金基金を維持するために会費を払いながら、他方でNHL選手会には参加していない。選手会との合意により、リーグでは平均的な年俸140万ドルを受け取り、その中から会費を控除されている。他方、オーナー会との合意により、オーナー会議では投票権は行使せず、この役割はペンギンズの副会長が果している。

### 2度目の現役引退
2006年1月24日、2度目の現役引退を行った。

## 詳細情報

### 通算成績
| 1981-82  | ラヴァル                 | QMJHL    | 64  | 30  | 66   | 96   | 22  | --  | -- | -- | --  | -- |
| 1982-83  | ラヴァル                 | QMJHL    | 66  | 84  | 100  | 184  | 76  | 12  | 14 | 18 | 32  | 18 |
| 1983-84  | ラヴァル                 | QMJHL    | 70  | 133 | 149  | 282  | 92  | 14  | 29 | 23 | 52  | 29 |
| 1984-85  | ピッツバーグ・ペンギンズ | NHL      | 73  | 43  | 57   | 100  | 54  | --  | -- | -- | --  | -- |
| 1986-87  | ピッツバーグ・ペンギンズ | NHL      | 63  | 54  | 53   | 107  | 57  | --  | -- | -- | --  | -- |
| 1987-88  | ピッツバーグ・ペンギンズ | NHL      | 77  | 70  | 98   | 168  | 92  | --  | -- | -- | --  | -- |
| 1988-89  | ピッツバーグ・ペンギンズ | NHL      | 76  | 85  | 114  | 199  | 100 | 11  | 12 | 7  | 19  | 16 |
| 1990-91  | ピッツバーグ・ペンギンズ | NHL      | 26  | 19  | 26   | 45   | 30  | 23  | 16 | 28 | 44  | 16 |
| 1991-92  | ピッツバーグ・ペンギンズ | NHL      | 64  | 44  | 87   | 131  | 94  | 15  | 16 | 18 | 34  | 2  |
| 1995-96  | ピッツバーグ・ペンギンズ | NHL      | 70  | 69  | 92   | 161  | 54  | 18  | 11 | 16 | 27  | 33 |
| 2000-01  | ピッツバーグ・ペンギンズ | NHL      | 43  | 35  | 41   | 76   | 18  | 18  | 6  | 11 | 17  | 4  |
| 2001-02  | ピッツバーグ・ペンギンズ | NHL      | 24  | 6   | 25   | 31   | 14  | --  | -- | -- | --  | -- |
| 2002-03  | ピッツバーグ・ペンギンズ | NHL      | 67  | 28  | 63   | 91   | 43  | --  | -- | -- | --  | -- |
| 2003-04  | ピッツバーグ・ペンギンズ | NHL      | 10  | 1   | 8    | 9    | 6   | --  | -- | -- | --  | -- |
| NHL 合計 | NHL 合計                 | NHL 合計 | 889 | 683 | 1018 | 1701 | 818 | 107 | 76 | 96 | 172 | 87 |

### 表彰
- 1985年 - カルダー記念賞、NHL 全ルーキーチーム
- 1986年 - レスター・B・ピアソン賞、NHL オールスター第2チーム
- 1987年 - NHL オールスター第2チーム
- 1988年 - アート・ロス記念賞、レスター・B・ピアソン賞、ハート記念賞、NHL オールスター第1チーム
- 1989年 - アート・ロス記念賞、NHL オールスター第1チーム
- 1991年 - コーン・スマイス賞
- 1992年 - アート・ロス記念賞、コーン・スマイス賞、NHL オールスター第2チーム
- 1993年 - アート・ロス記念賞、ハート記念賞、レスター・B・ピアソン賞、NHL プラス/マイナス賞、ビル・マスタートン賞、ルー・マーシュ賞、NHL オールスター第1チーム
- 1996年 - アート・ロス記念賞、ハート記念賞、NHL オールスター第1チーム、レスター・B・ピアソン賞
- 1997年 - アート・ロス記念賞、NHL オールスター第1チーム
- 1997年 - ホッケーの殿堂入り
- 2000年 - レスター・パトリック賞
- 2001年 - NHL オールスター第2チーム

### 記録
2005年現在の NHL 歴代順位
- アシスト(1018) - 10位
- ゴール数( 683) -  8位
- ポイント(1701) -  7位
- NHL オールスター出場 - 1985年、1986年、1988年、1989年、1990年、1992年、1996年、1997年、2001年、2002年

### 背番号
- 66（現役中にピッツバーグ・ペンギンズの永久欠番に決定）

### 代表歴
- 1985年アイスホッケー世界選手権カナダ代表
- 1987 カナダ・カップ　カナダ代表
- 2002年オリンピックダイスホッケーカナダ代表※キャプテン
- 2004 アイスホッケー・ワールドカップ カナダ代表 ※キャプテン

## 家族
兄のアラン・ルミューもプロアイスホッケー選手でNHLで119試合に出場し28得点をあげた。
1993年6月26日、ルミューは 当時十代のナタリー・アッセル (Nathalie Assel) と結婚し、4児を儲けている。

## その他
- 北米版GENESISソフトとして自身のゲーム化作品『MARIO LEMUEUX HOCKEY』が発売されたが、日本ではセガから1992年2月21日発売予定であったところ、ローカライズ中止となった。